# Thunberga befotaka
Thunberga befotaka (лат.) — вид пауков рода Thunberga из семейства Sparassidae. Мадагаскар (провинция Фианаранцуа, Befotaka). 

## Описание
Пауки средних размеров (около 1 см). Основная окраска тела желтовато-коричневая. Самцов можно узнать по следующей комбинации признаков: 1) отчётливо заостренный и ретролатеральный конец эмболюса, 2) длинный RTA, достигающий дистальной половины тегулума, 3) отсутствие проводника (conductor). Имеют более 4 ретромаргинальных хелицеральных зубцов (5), AME по размеру равны ALE или лишь немного крупнее, а задний ряд глаз прямой или слегка выпуклый. Формула ног 2143.

## Классификация и этимология
Вид был впервые выделен в 2021 году немецким арахнологом Петером Егером и включён в состав рода Thunberga из подсемейства Heteropodinae (Sparassidae). Видовой эпитет происходит от места типового обнаружения (Befotaka).